# Bitwa koło wyspy Valcour
Bitwa koło wyspy Valcour – starcie zbrojne, które miało miejsce 11 października 1776 pomiędzy Brytyjczykami a Amerykanami w przesmyku pomiędzy wyspą Valcour a lądem stałym na jeziorze Champlain, w trakcie rewolucji amerykańskiej.
Bitwa określana jest mianem pierwszej bitwy w historii US Navy. Pomimo że wynikiem bitwy było zniszczenie wielu jednostek amerykańskich, uniemożliwiła ona Brytyjczykom rozłam trzynastu kolonii w przeciągu roku i przyczyniła się pośrednio do militarnej porażki Brytyjczyków w roku 1777 w bitwie pod Saratogą.
Sytuacja strategiczna na froncie nakazywała Brytyjczykom zajęcie fortów: Crown Point i Ticonderoga. Umożliwiałoby to im w dalszej kolejności zaatakowanie kolonistów w dolinie rzeki Hudson. W tym celu Anglicy byli zmuszeni wysłać swoje oddziały na odległość 150 km od doliny Rzeki Świętego Wawrzyńca. Ze względu na fatalną jakość dróg, zdecydowano się przetransportować żołnierzy drogą wodną przez jezioro Champlain. Większość mniejszych jednostek na tym jeziorze znajdowała się w rękach kolonistów, co bardzo utrudniało przeprawę Brytyjczykom. W związku z tym zdecydowali się oni na budowę silnej floty. Również Amerykanie rozpoczęli budowę jednostek zdolnych toczyć walki z okrętami Anglików.
Budując okręty, Brytyjczycy wykorzystali pracę swoich doświadczonych stoczniowców oraz przetransportowane z Wielkiej Brytanii gotowe elementy. Dodatkowo rozebrali i następnie ponownie wodowali 180-tonowy okręt. Ostatecznie flota brytyjska w liczbie 30 jednostek była dwukrotnie większa od amerykańskiej.
Amerykanami dowodził Benedict Arnold, mający pewne doświadczenie marynarskie, gdyż wcześniej był kupcem morskim w Connecticut. Zdecydował on roztropnie, aby zaatakować Brytyjczyków w wąskim przesmyku koło stałego lądu, gdzie przewaga liczebna wroga nie mogłaby być swobodnie wykorzystana, a mniejsze umiejętności jego niedoświadczonych marynarzy nie odgrywałyby większej roli.
Bitwa nie szła jednak Amerykanom po myśli, aż do zapadnięcia zmierzchu. Arnold polecił swojej flocie zepchnięcie przeciwnika w pobliże wybrzeża, gdzie dostać się ona miała pod ogień artylerii amerykańskiej z pobliskich fortów. Pogoda jednak nie sprzyjała Amerykanom, wobec czego Arnold wpłynął ze swoją flotą w płytkie wody Buttonmold Bay, które były niedostępne dla ciężkich jednostek brytyjskich. Po wpłynięciu do zatoki, ludzie Arnolda wyładowali z okrętów działa, proch i cały sprzęt, po czym pieszo wycofali się w kierunku Crown Point.
Pomimo oczyszczenia jeziora z jednostek amerykańskich i pogorszenia się pogody, dowódca brytyjski sir Guy Carleton, nie miał innego wyboru, jak przełożyć kolejne ataki na Crown Point oraz Fort Ticonderoga o cały rok.